# Mateusz Masternak
Mateusz Masternak (ur. 2 maja 1987 w Iwaniskach) – polski bokser, mistrz Europy federacji EBU w 2012 roku, żołnierz zawodowy.

## Kariera amatorska
Pierwsze treningi boksu amatorskiego odbywał w KSZO Ostrowiec Świętokrzyski. W wieku 15 lat przeprowadził się do Wrocławia, gdzie rozpoczął treningi bokserskie w klubie sportowym Gwardia Wrocław.
Jego pierwszymi trenerami w Gwardii byli Mariusz Cieślak i Grzegorz Strugała. Równocześnie ze sportem rozpoczął naukę w Szkole Zawodowej Nr 19 we Wrocławiu.
W 2005 został mistrzem Polski juniorów w wadze średniej (75 kg). Po tym sukcesie został powołany do kadry narodowej juniorów. Pierwszą walkę jako reprezentant Polski stoczył w Tallinnie, na mistrzostwach Europy juniorów. Przegrał w ćwierćfinale. To niepowodzenie powetował sobie na mistrzostwach Polski seniorów, na których zdobył brązowy medal. W następnym roku na kolejnych mistrzostwach zdobył srebrny medal. Do tego czasu na amatorskich ringach wygrał 61 z 70 walk.

## Kariera zawodowa
W marcu 2006 zdecydował się podpisać zawodowy kontrakt. Pierwsze cztery walki, wygrane przez nokaut, stoczył w USA. Wtedy zaproponowano mu walki pod flagą USA, ale on się na to nie zgodził i wrócił do Polski.
W maju 2007 podpisał umowę promocyjną z nowym promotorem, firmą CENG AG. Wystąpił na organizowanej 9 czerwca gali boksu zawodowego Perfect Boxing w Katowicach. Zwyciężył Antona Krasnołuckiego przez techniczny nokaut w czwartej rundzie.
3 października 2008 w pojedynku z Alexem Mogylewskim zdobył pas młodzieżowego mistrza świata federacji WBC, pokonując rywala w piątej rundzie przez techniczny nokaut.
24 października 2009 na gali boksu zawodowego w Łodzi pokonał w piątej rundzie przez techniczny nokaut Łukasza Janika. 19 grudnia 2009 po raz pierwszy bronił tytułu młodzieżowego mistrza świata federacji WBC. Jego rywal, Jameson Bostic, został poddany przez narożnik między siódmą a ósmą rundą.
6 marca 2010 po raz drugi obronił tytuł młodzieżowego mistrza świata federacji WBC, zwyciężając w ósmej rundzie przez techniczny nokaut Tunezyjczyka z francuskim paszportem Faïsala Ibnela Arramiego. 19 czerwca trzeci raz obronił tytuł młodzieżowego mistrza świata federacji WBC, zwyciężając niepokonanego wcześniej Gruzina Lewana Jomardaszwilego w piątej rundzie przez techniczny nokaut. 5 listopada, po 12-rundowym pojedynku, pokonał jednogłośnie na punkty Belga Ismaila Abdula, zdobywając wakujący interkontynentalny pas federacji IBO.
11 marca 2011 pokonał w piątej rundzie przez techniczny nokaut Azera Alego Ismaiłowa, broniąc interkontynentalnego pasa federacji IBO, po przerwaniu przez sędzię pojedynku w wyniku powtórnej konsultacji z lekarzem. 25 czerwca w czasie gali bokserskiej w Ostrowcu Świętokrzyskim pokonał w siódmej rundzie przez TKO Łotysza Artusa Kulikauskisa. Była to pierwsza porażka Kulikauskisa poniesiona przed czasem.
4 lutego 2012 zadebiutował jako zawodnik nowego promotora Sauerland Event. W czwartej rundzie pokonał Michaela Simmsa przez techniczny nokaut.

### Mistrz Europy EBU
15 grudnia 2012 zdobył tytuł Mistrza Europy federacji EBU, pokonując jednogłośnie na punkty (120:108, 120:108 i 120:108) Fina Juho Haapoję. Mateusz Masternak został szóstym Polakiem, który zdobył pas Mistrza Europy. Dzięki temu zwycięstwu doceniono Mateusza Masternaka w branżowych mediach. Został uznany najlepszym polskim bokserem 2012 roku w plebiscycie portalu Boxing.pl oraz telewizji FightKlub.
13 kwietnia 2013 pokonał w dziewiątej rundzie Seana Corbina przez techniczny nokaut, zdobywając wakujący pas WBC International Silver.
5 października w walce z Grigorijem Drozdem w Moskwie poniósł swoją pierwszą porażkę w ringu zawodowym. W jedenastej rundzie przez techniczny nokaut, tracąc tytułu Mistrza Europy.

### 2014-2018
1 lutego 2014 w duńskim Frederikshavn wygrał przez techniczny nokaut w czwartej rundzie z Gruzinem Sandro Siproszwilim 12 kwietnia w duńskim Esbjerg wygrał jednogłośnie na punkty z Chorwatem Stjepanem Vugdeliją. 
21 czerwca w Monte Carlo w walce o pas WBA Interim przegrał niejednogłośnie na punkty z reprezentantem Francji Yourim Kalengą (115:113, 116:112, 115:113).
W sierpniu 2014 jego trenerem został Niemiec Ulli Wegner. 5 grudnia w Paryżu Masternak wygrał na punkty stosunkiem głosów dwa do remisu (99:92, 98:92 i 95:95) z byłym dwukrotnym mistrzem świata – Francuzem Jeanem-Markiem Mormeckiem (37-6, 23 KO).
26 kwietnia 2015 w Belinie pokonał w drugiej rundzie przez techniczny nokaut Argentyńczyka Rubena Angela Mino (26-3, 26 KO). 6 czerwca w Kempton Park w Południowej Afryce przegrał niejednogłośnie na punkty z Johnny′em Mullerem (18-4-2, 13 KO). Sędziowie punktowali 95:93, co wywołało skandal w polskich mediach. Rodney Berman z Golden Gloves i promotor Mullera zdziwiony werdyktem, stwierdził: Komisja bokserska powinna zająć się tym werdyktem jak najszybciej.
5 września 2015 w Dreźnie znokautował w drugiej rundzie Brazylijczyka Carlosa Ailtona Nascimento (12-2, 9 KO), zdobywając pas federacji WBA kategorii junior ciężkiej.
12 grudnia w 02 Arena w Londynie po wyrównanym pojedynku o wakat mistrza Europy, przegrał z Brytyjczykiem Tony Bellewem (26-2-1, 16 KO). Sędziowie punktowali 113:115 i dwukrotnie 112:115.
24 czerwca 2017 w Gdańsku stoczył wyjątkowo wyrównaną walkę z Ukraińcem Ismajiłem Siłłachem (25-4, 19 KO) na gali Polsat Boxing Night 7 - Nowe Rozdanie. Obaj lądowali na deskach. Ostatecznie wygrał jednogłośnie na punkty (95:93, 96:92, 95:93).
21 kwietnia 2018 podczas gali Polsat Boxing Night VIII: Noc Zemsty w Częstochowie doszło do jego rewanżowego pojedynku z Yourim Kalengą (23-5, 16 KO). Przed czterema laty w Monako minimalnie na punkty zwyciężył Francuz, ale tym razem lepszy okazał się Masternak, który zastopował swojego rywala w szóstej rundzie, przy okazji zdobywając pas WBO European w kategorii junior ciężkiej.

### World Boxing Super Series
20 października 2018 w Orlando przegrał jednogłośnie na punkty 113-115,112-116 i 115-113-115 z Yunierem Dorticosem (23-1, 21 KO) i zakończył swój udział w turnieju World Boxing Super Series na ćwierćfinale.

### 2020-2022
26 czerwca 2020 w Kielcach pokonał na dystansie ośmiu rund Ukraińca Siergieja Radczenkę. Sędziowie punktowali 80:71 na korzyść Polaka. Walka odbyła się na gali Suzuki Boxing Night II.
19 września 2020 podczas gali Knockout Boxing Night 13 w Tarnowie pokonał jednogłośnie na punkty (100-90, 100-90, 99-91) Gambijczyka Taylora Mabikę (19-6-2, 10 KO).
5 grudnia 2020 w Łodzi pokonał przed czasem Jose Gregorio Ulricha (17-4, 6 KO).
30 maja 2021 roku w Rzeszowie podczas gali Knockout Boxing Night 15 pokonał jednogłośnie na punkty (98-92, 99-91, 99-91) Adama Balskiego (15-1, 9 KO), dzięki czemu wywalczył pas IBF International w kategorii junior ciężkiej.
28 sierpnia 2021 roku w Mrągowie podczas gali Knockout Boxing Night 17 zwyciężył przez KO w trzeciej rundzie z Hiszpanem Felipe Nsue (4-2-1, 3 KO).
29 października 2022 roku w Zakopanem podczas gali Knockout Boxing Night 25 pokonał jednogłośnie na punkty (119-108, 117-110, 118-109) Australijczyka Jasona Whateleya. Pojedynek miał status oficjalnego eliminatora do walki o pas mistrzowski federacji IBF w kategorii junior ciężkiej.

### Walka o pas mistrzowski WBO
10 grudnia 2023 w Bournemouth zawalczył o pas mistrza świata WBO w kategorii junior ciężkiej, mierząc się z Anglikiem, Chrisem Billamem-Smithem. Na początku ósmej rundy Masternak opóźniał wyjście na środek ringu, po czym sędzia nieoczekiwanie przerwał pojedynek. Okazało się, że narożnik Polaka poddał walkę, z powodu kontuzji żeber, przez którą Masternak nie był w stanie kontynuować pojedynku.

### Od 2024
20 kwietnia 2024 we wrocławskiej KGHM Ślęza Arena zmierzył się z byłym mistrzem Unii Europejskiej, Francuzem, Jeanem Jacquesem Oliverem. Zwyciężył przez TKO w 8. rundzie.
16 listopada 2024 skrzyżował rękawice z byłym mistrzem świata IBO w kategorii junior ciężkiej, Floydem Massonem. Wygrał na pełnym dystansie werdyktem jednogłośnym, tym samym sięgając po międzynarodowe mistrzostwo Polski w wadze junior ciężkiej.

## Powrót do boksu amatorskiego
25 października 2019 podczas VII Memoriału Leszka Drogosza w Kielcach Mateusz Masternak ogłosił, że wraca do boksu amatorskiego i zostaje zawodnikiem KKB RUSHH Kielce, a jego celem będzie kwalifikacja na Igrzyska Olimpijskie w Tokio.

## Życie prywatne
Jest żonaty z Darią Masternak, która jako juniorka była amatorską Mistrzynią Polski w boksie. Mają syna Mikołaja (ur. 12 września 2012). W lutym 2014 urodził się drugi syn pary - Maksymilian.
W październiku 2018 rozpoczął służbę wojskową. W marcu 2024 roku Masternak został wyróżniony statuetką za największe wydarzenie sportowe w Wojsku Polskim za ubiegły rok (2023), w którym zawalczył o pas mistrzowski WBO.

## Osiągnięcia
- 2012-2013: Mistrz Europy EBU w wadze junior ciężkiej
- 2013: Mistrz WBC International Silver w wadze junior ciężkiej
- 2015: Mistrz WBA Intercontinental w wadze junior ciężkiej
- 2018: Mistrz WBO European w wadze junior ciężkiej
- 2018: Ćwierćfinalista turnieju World Boxing Super Series w wadze junior ciężkiej
- 2021: Mistrz IBF International kategorii junior ciężkiej
- 2024: Statuetka za największe wydarzenie sportowe w Wojsku Polskim za rok 2023[53]
- 2024: Międzynarodowy mistrz Polski w wadze junior ciężkiej[50].

## Lista walk zawodowych
| Rezultat   | Bilans | Przeciwnik (bilans przed walką) | Typ | Runda, czas | Data                 | Miejsce                         | Uwagi                                                                                |
| ---------- | ------ | ------------------------------- | --- | ----------- | -------------------- | ------------------------------- | ------------------------------------------------------------------------------------ |
| Zwycięstwo | 49-6   | Floyd Masson (14-1)             | UD  | 10          | 16 listopada 2024    | Wrocław                         | Zdobył międzynarodowe mistrzostwo Polski w wadze junior ciężkiej.                    |
| Zwycięstwo | 48-6   | Jean Jacques Olivier (15-2-2)   | TKO | 8/10, 1:23  | 20 kwietnia 2024     | Wrocław                         |                                                                                      |
| Porażka    | 47-6   | Chris Billam-Smith              | RTD | 8/12, 0:02  | 10 grudnia 2023      | Bournemouth                     | Pojedynek o pas mistrzowski WBO w kategorii junior ciężkiej.                         |
| Zwycięstwo | 47-5   | Jason Whateley                  | UD  | 12          | 29 października 2022 | Zakopane                        |                                                                                      |
| Zwycięstwo | 46-5   | Armend Xhoxhaj                  | TKO | 4/8, 3:00   | 23 października 2021 | Zakopane                        |                                                                                      |
| Zwycięstwo | 45-5   | Felipe Nsue                     | KO  | 3/8         | 28 sierpnia 2021     | Mrągowo                         |                                                                                      |
| Zwycięstwo | 44-5   | Adam Balski                     | UD  | 10/10       | 30 maja 2021         | Rzeszów                         | Zdobył pas mistrza IBF International kategorii junior ciężkiej.                      |
| Zwycięstwo | 43-5   | Jose Gregorio Ulrich            | TKO | 7/10        | 4 grudnia 2020       | Łódź                            |                                                                                      |
| Zwycięstwo | 42-5   | Taylor Mabika                   | UD  | 10          | 19 września 2020     | Tarnów                          | Main Event Knockout Boxing Night 13.                                                 |
| Porażka    | 41-5   | Yunier Dorticos                 | UD  | 12          | 20 października 2018 | Orlando                         | Ćwierćfinał turnieju World Boxing Super Series w wadze junior ciężkiej.              |
| Zwycięstwo | 41-4   | Youri Kalenga                   | RTD | 6, 3:00     | 21 kwietnia 2018     | Częstochowa                     | Zdobycie tytułu WBO European.                                                        |
| Zwycięstwo | 40-4   | Stivens Bujaj                   | TKO | 7           | 21 października 2017 | Newark                          | Pojedynek rezerwowy turnieju World Boxing Super Series: cruiserweight quarter-final. |
| Zwycięstwo | 39-4   | Ismajił Siłłach                 | UD  | 10          | 24 czerwca 2017      | Gdańsk/Sopot, Polska            |                                                                                      |
| Zwycięstwo | 38-4   | Aleksander Kubich               | UD  | 8           | 4 marca 2017         | Dzierżoniów, Polska             |                                                                                      |
| Zwycięstwo | 37-4   | Eric Fields                     | UD  | 10          | 2 kwietnia 2016      | Kraków, Polska                  |                                                                                      |
| Porażka    | 36-4   | Tony Bellew                     | UD  | 12          | 12 grudnia 2015      | Londyn, Wielka Brytania         | Walka o tytuł Mistrza Europy EBU.                                                    |
| Zwycięstwo | 36-3   | Carlos Ailton Nascimento        | KO  | 2           | 5 września 2015      | Drezno, Niemcy                  | Zdobycie tytułu WBA Intercontinental.                                                |
| Porażka    | 35-3   | Johnny Muller                   | SD  | 10          | 6 czerwca 2015       | Kempton Park, Gauteng, RPA      |                                                                                      |
| Zwycięstwo | 35-2   | Ruben Angel Mino                | TKO | 2, 1:23     | 25 kwietnia 2015     | Berlin, Niemcy                  |                                                                                      |
| Zwycięstwo | 34-2   | Jean-Marc Mormeck               | SD  | 10          | 5 grudnia 2014       | Paryż, Francja                  |                                                                                      |
| Zwycięstwo | 33-2   | Ben Nsafoah                     | RTD | 5           | 27 września 2014     | Kilonia, Niemcy                 |                                                                                      |
| Porażka    | 32-2   | Youri Kalenga                   | SD  | 12          | 21 czerwca 2014      | Monte Carlo, Monako             | Walka o tymczasowy pas WBA.                                                          |
| Zwycięstwo | 32-1   | Stjepan Vugdelija               | UD  | 8           | 12 kwietnia 2014     | Esbjerg, Dania                  |                                                                                      |
| Zwycięstwo | 31-1   | Sandro Siproszwili              | TKO | 4, 2:34     | 1 lutego 2014        | Frederikshavn, Dania            |                                                                                      |
| Porażka    | 30-1   | Grigorij Drozd                  | TKO | 11, 0:53    | 5 października 2013  | Moskwa, Rosja                   | Utrata tytułu Mistrza Europy EBU.                                                    |
| Zwycięstwo | 30-0   | Sean Corbin                     | TKO | 9, 1:01     | 13 kwietnia 2013     | Frederikshavn, Dania            | Zdobycie tytułu WBC International Silver.                                            |
| Zwycięstwo | 29-0   | Juho Haapoja                    | UD  | 12          | 15 grudnia 2012      | Norymberga, Niemcy              | Zdobycie tytułu Mistrza Europy EBU.                                                  |
| Zwycięstwo | 28-0   | David Quiñonero                 | TKO | 8, 3:00     | 15 września 2012     | Bamberg, Niemcy                 |                                                                                      |
| Zwycięstwo | 27-0   | Hari Miles                      | UD  | 10          | 19 maja 2012         | Kopenhaga, Dania                |                                                                                      |
| Zwycięstwo | 26-0   | Felipe Romero                   | TKO | 10, 2:08    | 31 marca 2012        | Kilonia, Niemcy                 |                                                                                      |
| Zwycięstwo | 25-0   | Michael Simms                   | TKO | 4, 1:16     | 4 lutego 2012        | Frankfurt, Niemcy               |                                                                                      |
| Zwycięstwo | 24-0   | Carl Davis                      | TKO | 3, 2:46     | 10 września 2011     | Wrocław, Polska                 |                                                                                      |
| Zwycięstwo | 23-0   | Artūrs Kuļikauskis              | TKO | 7, 2:17     | 25 czerwca 2011      | Ostrowiec Świętokrzyski, Polska |                                                                                      |
| Zwycięstwo | 22-0   | Əli İsmayılov                   | TKO | 5, 2:36     | 11 marca 2011        | Olsztyn, Polska                 |                                                                                      |
| Zwycięstwo | 21-0   | Ismail Abdoul                   | UD  | 12          | 5 listopada 2010     | Chełm, Polska                   |                                                                                      |
| Zwycięstwo | 20-0   | Lewan Dżomardaszwili            | TKO | 5, 1:32     | 19 czerwca 2010      | Kielce, Polska                  |                                                                                      |
| Zwycięstwo | 19-0   | Marco Heinichen                 | TKO | 2, 0:50     | 17 kwietnia 2010     | Magdeburg, Niemcy               |                                                                                      |
| Zwycięstwo | 18-0   | Faïsal Ibnel Arrami             | TKO | 8, 1:46     | 6 marca 2010         | Katowice, Polska                |                                                                                      |
| Zwycięstwo | 17-0   | Tino Fröhlich                   | KO  | 2, 2:38     | 9 stycznia 2010      | Magdeburg, Niemcy               |                                                                                      |
| Zwycięstwo | 16-0   | Jameson Bostic                  | RTD | 7, 3:00     | 19 grudnia 2009      | Radom, Polska                   |                                                                                      |
| Zwycięstwo | 15-0   | Łukasz Janik                    | TKO | 5, 2:30     | 24 października 2009 | Łódź, Polska                    |                                                                                      |
| Zwycięstwo | 14-0   | Mazur Ali                       | TKO | 5, 2:36     | 11 lipca 2009        | Newark, New Jersey, USA         |                                                                                      |
| Zwycięstwo | 13-0   | László Hubert                   | TKO | 4           | 14 lutego 2009       | Grodzisk Mazowiecki, Polska     |                                                                                      |
| Zwycięstwo | 12-0   | Jawor Marinczew                 | UD  | 8           | 21 listopada 2008    | Grodzisk Mazowiecki, Polska     |                                                                                      |
| Zwycięstwo | 11-0   | Alex Mogylewski                 | TKO | 5, 1:48     | 3 października 2008  | Lublin, Polska                  | Debiut w kategorii junior ciężkiej.                                                  |
| Zwycięstwo | 10-0   | Arciom Sałomka                  | UD  | 8           | 13 marca 2008        | Dzierżoniów, Polska             |                                                                                      |
| Zwycięstwo | 9-0    | Dmytro Szarypow                 | TKO | 5, 0:35     | 15 grudnia 2007      | Ożarów Mazowiecki, Polska       |                                                                                      |
| Zwycięstwo | 8-0    | Ronny Daniels                   | UD  | 6           | 16 listopada 2007    | Tarnów, Polska                  |                                                                                      |
| Zwycięstwo | 7-0    | Artem Szczehłow                 | UD  | 4           | 18 października 2007 | Iława, Polska                   |                                                                                      |
| Zwycięstwo | 6-0    | Taras Bojko                     | UD  | 6           | 30 sierpnia 2007     | Ostróda, Polska                 |                                                                                      |
| Zwycięstwo | 5-0    | Anton Krasnołucki               | TKO | 4           | 9 czerwca 2007       | Katowice, Polska                |                                                                                      |
| Zwycięstwo | 4-0    | William Chouloute               | TKO | 4, 1:37     | 20 października 2006 | Cicero, Illinois, USA           |                                                                                      |
| Zwycięstwo | 3-0    | Jason Medina                    | TKO | 1, 1:48     | 15 września 2006     | Chicago, Illinois, USA          |                                                                                      |
| Zwycięstwo | 2-0    | Gregory Holmes                  | TKO | 3, 1:09     | 23 czerwca 2006      | Villa Park, Illinois, USA       |                                                                                      |
| Zwycięstwo | 1-0    | Anton Lašček                    | TKO | 2, 2:15     | 3 czerwca 2006       | Ostrołęka, Polska               | Debiut zawodowy.                                                                     |

TKO – techniczny nokaut, KO – nokaut, UD – jednogłośna decyzja, SD- niejednogłośna decyzja, MD – decyzja większości, PTS – walka zakończona na punkty, DQ – dyskwalifikacja